# Health For All
Health For All (em português: "Saúde Para Todos") é um dos objetivos da Organização Mundial de Saúde (OMS) que se tornou popular na década de 1970 e que almeja garantir saúde e bem-estar para as pessoas de todo o mundo. É a base da estratégia da OMS voltada para a atenção primária à saúde (APS). Tem por finalidade realizar promoção da saúde, promover a dignidade humana e melhorar a qualidade de vida.

## Definição
Em 1981, Halfdan T. Mahler, diretor-geral da OMS (1973-1983), resumiu o Health For All desta maneira:
"Health For All" significa que a saúde precisa ser levada ao alcance de todas as pessoas em qualquer país. Sendo "saúde" entendida como um estado pessoal de bem-estar, não somente a disponibilidade de serviços de saúde – um estado de saúde que permita ao indivíduo levar uma vida produtiva social e economicamente. "Health For All" significa remover os obstáculos para a saúde - com isso quero dizer, eliminar a desnutrição, a falta de instrução, o consumo de água contaminada e as habitações insalubres - tanto quanto dar solução para problemas puramente médicos como a falta destes profissionais, de leitos nos hospitais, de medicamentos e de vacinas.

- "Health For All" significa que a saúde deve ser considerada como um objetivo de desenvolvimento econômico e não, meramente, um dos meios de alcançá-lo.

- "Health For All" demanda, por fim, letramento para todos. Até que isto seja uma realidade, no mínimo, será necessário haver uma compreensão inicial do significado de saúde para cada indivíduo.

- "Health For All" depende do progresso contínuo da assistência médica e da saúde pública. Os serviços de saúde devem ser acessíveis para todos pela atenção primária à saúde, através da qual se façam disponíveis cuidados médicos básicos em cada vilarejo, sob a retaguarda de serviços de referência para cuidados mais especializados. De modo semelhante, a imunização deve alcançar cobertura universal.

- "Health For All" é, portanto, um conceito holístico que clama por esforços na agricultura, indústria, educação, habitação e comunicações, assim como na medicina e na saúde pública. A assistência médica, sozinha, não pode trazer saúde aos casebres. Para estas pessoas, a saúde depende de um estilo de vida inteiramente novo e de novas oportunidades que lhes propiciem um padrão de vida mais elevado.

A adesão ao "Health For All" pelos governos é acompanhada pelo compromisso de promover o avanço de todos os cidadãos para uma frente ampla de desenvolvimento e uma resolução de encorajar os indivíduos a atingirem uma qualidade de vida melhor.
O ritmo do progresso vai depender da vontade política. A Assembleia Mundial da Saúde acredita que, dado o alto grau de determinação, "Health For All" pode ser alcançada por volta do ano 2000. Esta data como meta é um desafio para todos os estados-membros da OMS.

A base da estratégia "Health For All" é a atenção primária à saúde."
Duas décadas mais tarde, o diretor-geral Lee Jong-wook (2003–2006) reforçou este conceito no Relatório Mundial da Saúde de 2003:
"Health For All" se transformou no slogan de um movimento. Não se tratou apenas de um ideal, mas de um princípio organizador: todas as pessoas precisam e têm o direito ao melhor padrão de saúde possível. Os princípios continuam indispensáveis para uma visão de saúde global coerente. Para tornar realidade esta visão é preciso ter clareza das eventualidades e dos obstáculos que retardaram e, em alguns casos, até reverteram o que se havia avançado na direção de atingir as necessidades de saúde de todas as pessoas. Nós temos uma oportunidade real, agora, de realizar um progresso que significará uma vida mais longa e saudável para milhões de pessoas, a transformação de desespero em esperança verdadeira e o lançamento das fundações para uma saúde melhor para as próximas gerações."